# Ancerville, Meuse

Ancerville este o comună în departamentul Meuse din nord-estul Franței. În 2010 avea o populație de 2.770 de locuitori.

## Evoluția populației
| An        | 1975  | 1982  | 1990  | 1999  | 2006  | 2010  |
| --------- | ----- | ----- | ----- | ----- | ----- | ----- |
| Populație | 2.716 | 2.833 | 2.869 | 2.726 | 2.819 | 2.770 |